# Спокойный водопад
Спокойный водопад — водопад в южной части полуострова Камчатка.
Находится к юго-западу от города Петропавловска-Камчатского.
Расположен на одноимённом ручье, берущем начало на внешних северо-восточных склонах кальдеры вулкана Горелого и впадающем в реку Вилючу. Высота 16 м, ширина отвесно падающего потока до 6 м.